# Morethia obscura
Morethia obscura är en ödleart som beskrevs av  Storr 1972. Morethia obscura ingår i släktet Morethia och familjen skinkar. Inga underarter finns listade i Catalogue of Life.